# Kanton Marcilly-le-Hayer
Der Kanton Marcilly-le-Hayer war bis 2015 ein französischer Wahlkreis im Département Aube und in der Region Champagne-Ardenne. Er umfasste 22 Gemeinden im Arrondissement Nogent-sur-Seine; sein Hauptort (frz.: chef-lieu) war Marcilly-le-Hayer. Die landesweiten Änderungen in der Zusammensetzung der Kantone brachten im März 2015 seine Auflösung. Vertreter im Generalrat des Départements war zuletzt Nicolas Juillet.

## Geografie
Der Kanton Marcilly-le-Hayer war 408,60 km² groß und hatte 7157 Einwohner im Jahr 2012.

## Gemeinden
Der Kanton bestand aus 22 Gemeinden:
1. Avant-lès-Marcilly
2. Avon-la-Pèze
3. Bercenay-le-Hayer
4. Bourdenay
5. Charmoy
6. Dierrey-Saint-Julien
7. Dierrey-Saint-Pierre
8. Échemines
9. Faux-Villecerf
10. Fay-lès-Marcilly
11. Marcilly-le-Hayer
12. Marigny-le-Châtel
13. Mesnil-Saint-Loup
14. Palis
15. Planty
16. Pouy-sur-Vannes
17. Prunay-Belleville
18. Rigny-la-Nonneuse
19. Saint-Flavy
20. Saint-Lupien
21. Trancault
22. Villadin

## Bevölkerungsentwicklung
| 1962 | 1968 | 1975 | 1982 | 1990 | 1999 | 2006 | 2012 |
| ---- | ---- | ---- | ---- | ---- | ---- | ---- | ---- |
| 5158 | 5661 | 5484 | 5743 | 6143 | 6362 | 6661 | 7157 |